# 田中泰賢
田中 泰賢（たなか ひろよし・たいけん、1946年 - ）は、日本のアメリカ文学者。愛知学院大学教授。

## 略歴
島根県隠岐島出身。1968年京都外国語大学英米語学科卒、1972年広島大学大学院文学研究科言語学博士課程中退、広島電機大学助手、1974年専任講師、1981年愛知学院大学教養部専任講師、1984年助教授、1994年教授。2008年「Buddhism in Some American Poets : Dickinson, Williams, Stevens and Snyder」で愛知学院大学文学博士。 

## 著書
- 『ゲイリー・スナイダーの愛語』（英潮社） 1992
- 『アメリカ現代詩の愛語 スナイダー / ギンズバーグ / スティーヴンズ』（英宝社） 1998

### 翻訳
- 『自然との語らい』（ゲイリー・スナイダー、山里勝己共編注、英宝社） 1996
- 『惑星の未来を想像する者たちへ』（ゲイリー・スナイダー、山里勝己, 赤嶺玲子共訳、山と溪谷社） 2000
- 『禅 対訳田中登志(1916-1996) - 現代禅詩集』（W・I・エリオット共訳、あるむ） 2011

### 論文
- CiNii>田中泰賢

## 参考
- J-GLOBAL
- 『ゲイリー・スナイダーの愛語』著者紹介